# Castro Pretorio (stacja metra)
Castro Pretorio - stacja na linii B metra rzymskiego. Stacja została otwarta w 1990. W pobliżu znajduje się Biblioteka Narodowa. Poprzednim przystankiem jest Policlinico, a następnym Termini.